# Malcolm Fraser
John Malcolm Fraser (Toorak (Victoria), 21 mei 1930 – Melbourne (Victoria), 20 maart 2015) was een Australisch politicus. Hij was van 1975 tot 1983 premier van Australië.

## Levensloop
Fraser studeerde in 1952 af aan Magdalen College in Oxford. In 1954 stelde hij zich voor de eerste  keer verkiesbaar namens de Liberale Partij voor het parlement, maar verloor met 17 stemmen verschil. Een jaar later greep hij wel zijn kans en werd daarmee het jongste parlementslid op dat moment. In 1966 vroeg Harold Holt hem om toe te treden tot zijn regering als minister van de Landmacht. In die hoedanigheid besloot hij om de dienstplicht weer in te voeren om genoeg strijdkrachten te verkrijgen voor de oorlog in Vietnam. Onder premier John Gorton was hij minister van Onderwijs en Wetenschap en in 1969 minister van Defensie. In die tijd was de protestbeweging tegen de oorlog in Vietnam op haar hoogtepunt. In 1971 trad hij onverwachts af omdat Gorton zich – tegen de regels in – bemoeid zou hebben met zijn werk. Dit leidde tot het aftreden van Gorton en zijn vervanging door William McMahon. Onder zijn premierschap keerde Fraser terug als minister van Onderwijs en Wetenschap. De Australian Labor Party (Labor) versloeg de Liberale Partij onder leiding van Gough Whitlam  bij de parlementsverkiezingen in 1972.
De nieuwe partijleider Billy Snedden slaagde er niet in om het Labor lastig te maken. Fraser deed in 1974 een mislukte poging om het leiderschap over te nemen. Een tweede poging in maart 1975. De regering van Whitlam had intussen te maken met een serie persoonlijke schandalen rondom verschillende ministers. De Liberale Partij onder leiding van Fraser voerde verschillende vertragingstechnieken in, met het doel vervroegde verkiezingen af te dwingen. De regering-Whitlam onderzocht wegen om buiten het parlement financiering te vinden om haar plannen te financieren. Gouverneur-generaal Sir John Kerr greep in en dwong de regering tot aftreden. Fraser trad aan als tijdelijk premier. Intussen werden er nieuwe verkiezingen uitgeschreven.
De verkiezingen van december 1975 eindigden in een overwinning van de Liberale Partij en de Country Party. Samen hadden zij een overwicht van 55 zetels op de oppositie, het grootste verschil in de Australische parlementaire geschiedenis. Ook de verkiezingen in 1977 werden gewonnen door de Liberalen, zij het met een minder groot verschil. Fraser ging over tot de ontmanteling van verschillende programma’s van de Labor-regering, zoals de opheffing van het Ministerie voor Media. Ook voerde hij grote wijzigingen door in het zorgverzekeringsstelsel Medibank. Verder wist hij de hoge inflatie naar beneden te brengen en sneed in tal van overheidsprogramma’s. Wel steeg de werkloosheid onder zijn premierschap tot recordhoogte, mede als gevolg van de oliecrisis van 1973.
Fraser was als premier fel tegenstander van het apartheidsbeleid van de Zuid-Afrikaanse regering. Hij weigerde in 1981  toestemming voor de bevoorrading op Australische bodem van het vliegtuig dat het Zuid-Afrikaanse rugbyteam vervoerde toen zij begon aan de omstreden tournee in Nieuw-Zeeland. In 1979 overtuigde de Australische premier samen met zijn Nigeriaanse evenknie de nieuw gekozen Britse premier Margaret Thatcher ervan om de nieuwe blanke regering van Rhodesië regering niet te erkennen. Dit leidde uiteindelijk mede tot de onafhankelijkheid van Zimbabwe. Wel erkende de Australische regering de Indonesische annexatie van Oost-Timor, alhoewel zijn regering veel Timorezen asiel verleende. Ook steunde Fraser de boycot van de Olympische Zomerspelen van 1980 in Moskou, hoewel hij uiteindelijk niet verhinderde dat het Australische team daaraan deelnam. Voor velen was de immigratiepolitiek van Fraser een verrassing. Hij bood meer ruimte aan vluchtelingen om zich in Australië te vestigen.
Na de verkiezingen van 1980 leed Fraser en zag zijn meerderheid in het Lagerhuis afnemen. In de Senaat verloor hij zelfs die meerderheid. In 1982 kwam de economie in een recessie en was er een schandaal rondom Liberale ministers die belasting probeerden te ontwijken. Andrew Peacock, een populaire minister in het kabinet, trad af en daagde Fraser uit voor het partijleiderschap. Fraser won, maar zijn positie was daardoor wel verzwakt.
Bij Labor was het intussen duidelijk dat de populaire vakbondsleider Bob Hawke het leiderschap zou overnemen van Bill Hayden. Fraser wilde hen de pas afsnijden door vervroegde verkiezingen uit te schrijven, maar door rugproblemen leek dat niet verstandig. In februari 1983 schreef hij uiteindelijk verkiezingen uit voor een maand later. Te laat bleek, want de verkiezingen gingen voor hem verloren. Twee maanden later trok hij zich totaal terug uit de politiek en vervreemde zich in de loop van de jaren verder van zijn partij. In 2009 zegde hij zelfs zijn partijlidmaatschap op
- Bibsys: 90720989
- Bibliothèque nationale de France: cb12310083p (data)
- CiNii: DA12159355
- Gemeinsame Normdatei: 118954938
- International Standard Name Identifier: 0000 0001 1024 2212
- Library of Congress Control Number: n79077263
- National Archives and Records Administration: 10580396
- Bibliotheek van het Japanse parlement: 001236869
- Nationale bibliotheek van Australië: 35100874
- Nationale Bibliotheek van Israël: 987009050188405171
- Nationale Bibliotheek van Polen: a0000002868551
- SNAC: w6qz2pnj
- Système universitaire de documentation: 031985831
- Trove: 471858
- Virtual International Authority File: 32796035
- WorldCat: E39PBJk4ChYqGvqhfPvVMpGWDq